# Nilkrokodille
Nilkrokodille (Crocodylus niloticus) er en af 4 arter krokodiller i Afrika, og den næststørste af arterne. Nilkrokodillen findes i det meste af Afrika syd for Sahara, og på øen Madagaskar. Nilkrokodillen kan blive op til 6.50 m lang og veje 1100 kg, De største eksemplarer er blevet målt i Tanzania og var 6,45 m lange og vejede 1090 kg.
Nilkrokodillen er et af de dyr på jorden med den kraftigste bidestyrke. Den bider med 3500 kg/cm². Til sammenligning er menneskets bidestyrke på 105 kg/cm².